# 783

## Esdeveniments
- Regne d'Astúries: Mort Silo I, el seu cunyat Mauregat I és el nou rei.

## Necrològiques
- 30 d'abril, Thionville: Hildegarda de Vintzgau, aristòcrata alemanya casada amb Carlemany, mare del seu successor, Lluís el Pietós (n. 758).[1]
- 12 de juliol, Regne dels Francs: Bertrada de Laon, reina consort de Pipí I el Breu i mare de Carlemany.
- Pravia (Regne d'Astúries): Silo I, rei.